# Das Haus am See
Das Haus am See (Originaltitel: The Lake House) ist ein romantisches Mysterie-Filmdrama aus dem Jahr 2006 von Regisseur Alejandro Agresti. Die Hauptrollen spielten Sandra Bullock und Keanu Reeves.
Der Film ist eine Neuverfilmung des südkoreanischen Spielfilms Das Haus am Meer – Il Mare aus dem Jahr 2000.

## Handlung
Dr. Kate Forster verlässt ein Haus am See, in dem sie für einige Zeit gewohnt hat, und zieht nach Chicago, wo sie eine Stelle als Ärztin annimmt. Sie hinterlässt in ihrem Briefkasten eine Nachricht für ihren Nachmieter. Alex Wyler, dessen Vater das Haus einst baute, findet diese Nachricht und tauscht fortan Nachrichten mit Kate über den Briefkasten des Hauses aus.
Es stellt sich heraus, dass Alex in der Vergangenheit im Jahr 2004 lebt, Kate jedoch im Jahr 2006. Über den Briefkasten, der eine Art Zeitschleuse ist, erreichen die Briefe stets den Empfänger in seiner Zeit.
An ihrem Geburtstag im Jahr 2006 sitzt Kate alleine in einer Bar. Sie erinnert sich an einen Mann, der zwei Jahre zuvor ihre Geburtstagsparty besuchte. Es wird gezeigt, wie Alex im Jahr 2004 zufällig den damaligen Freund von Kate kennenlernt und zur Party eingeladen wird. Er weiß bereits, wie Kate aussieht, aber sie kennt ihn nur aus den Briefen. Alex und Kate sitzen auf der Veranda des Hauses und sprechen über Jane Austens Roman Persuasion, in dem ein Liebespaar getrennt wird und sich nicht finden kann. Sie tanzen und küssen sich.
Kate macht Alex im nächsten Brief Vorwürfe, weil er ihr nicht gesagt hat, wer er ist. Er erwidert, dass sie ihn wohl für verrückt gehalten hätte.
Simon Wyler, der Vater von Alex und ein berühmter Architekt, kommt mit einem Herzinfarkt ins Krankenhaus. Kate stellt in seiner Krankenhausakte fest, dass er kurz darauf gestorben ist. Sie bedauert, dass sie nicht bei Alex sein kann, um ihn zu trösten. Kate schickt Alex das von seinem Vater verfasste Buch, das zu Alex’ Zeit noch nicht veröffentlicht war, um ihm in dieser schweren Zeit Trost spenden zu können.
Kate und Alex verlieben sich aufgrund ihres Briefkontaktes und arrangieren ein Treffen, zu dem Alex aber nicht kommt. Alex kann nicht verstehen, warum er nicht erschienen ist und will sich mit Kate ein zweites Mal verabreden. Doch sie findet, dass es keinen Sinn hat und dass es den beiden nicht bestimmt ist, sich zu treffen. Sie bittet Alex, nicht zu versuchen, mit ihr in der Zukunft Kontakt aufzunehmen. Er will sie jedoch nicht verlieren und schreibt ihr weiterhin Briefe, bekommt aber keine Antworten.
Im Jahr 2006 ist dann Alex mit seinem Bruder Henry unterwegs, und als sein Bruder zu ihm sagt, dass gerade Valentinstag im Jahr 2006 ist, erinnert sich Alex an einen Brief von Kate. Sie schreibt darin, wie sie am Valentinstag 2006 Zeugin eines Unfalls wurde, bei dem ein Mann ums Leben kam. Er fährt zum Haus am See, um herauszufinden, wo genau der Unfall stattfand.
Derweil ist Kate im Jahr 2008 bei Alex’ Bruder im Büro, um sich ein Haus von ihm einrichten zu lassen. Sie findet in seinem Büro die Zeichnung eines Hauses an der Wand hängen, das wie das Haus am See aussieht. Sie fragt den Bruder, wer es gezeichnet hat. Dieser antwortet ihr, dass es sein Bruder Alex war, doch dass er vor genau zwei Jahren bei einem Unfall ums Leben gekommen sei. Kate wird klar, dass Alex der Mann war, der am Valentinstag 2006 vor ihren Augen in einen Unfall verwickelt worden ist und dabei ums Leben kam. Sie eilt zum einzigen Kommunikationsgerät mit der Vergangenheit, zum Briefkasten, welcher am Haus am See steht. Sie schreibt Alex, dass er der Mann war, der vor ihren Augen ums Leben kam, und dass er nicht versuchen solle, sie an diesem Tag zu kontaktieren. Er solle noch zwei Jahre auf sie warten und am Valentinstag 2008 zum Haus am See kommen. Alex liest den Brief im Jahr 2006 und in der nächsten Szene kommt er im Jahr 2008 zu Kate. Die beiden fallen sich in die Arme und küssen sich.

## Hintergrund
- Das namensgebende Haus am See wurde extra für den Film am Maple Lake in Illinois erbaut und nach den Dreharbeiten wieder abgerissen.
- Das Buch von Dostojewski, über das Kate mit ihrer Mutter spricht, ist Crime and Punishment (deutscher Buchtitel: Schuld und Sühne).
- Das Lieblingsbuch von Kate ist Jane Austens Anne Elliot.
- Die gezeigten Filmausschnitte mit Cary Grant und Ingrid Bergman stammen aus dem Film Berüchtigt von Alfred Hitchcock.
- In einer Szene sagt Alex’ Vater „Ich dachte deine Kerouac-Tage lägen hinter dir“, dabei handelt es sich um eine Anspielung auf den Schriftsteller Jack Kerouac.
- Regisseur Alejandro Agresti hat im Film einen Cameo-Auftritt. Er spielt Kates Sitznachbar im Zug, der das Mundspray benutzt.
- Das Restaurant, in dem sich Kate und Alex treffen wollen, heißt „Il Mare“, was auch der internationale Titel der südkoreanischen Originalversion des Films ist. In Deutschland wurde der Film unter dem Titel Das Haus am Meer – Il Mare vertrieben, der ursprüngliche südkoreanische Titel lautet Siworae (in koreanischer Schrift: 시월애).
- Die Dreharbeiten begannen am 14. März 2005 und endeten am 29. Mai 2005.
- Die Produktionskosten betrugen schätzungsweise 40 Millionen US-Dollar. Der Film spielte in den Kinos der USA rund 52 Millionen US-Dollar ein und in den anderen Ländern rund 62 Millionen US-Dollar.[3]
- Kinostart in den USA und in Kanada war am 16. Juni 2006, in Deutschland am 6. Juli 2006.

## Synchronisation
Die deutsche Synchronbearbeitung fertigte die RC Production, Berlin, an. Für Dialogbuch und Synchronregie war Marina Köhler verantwortlich.
| Rolle           | Darsteller            | Synchronsprecher   |
| --------------- | --------------------- | ------------------ |
| Alex Wyler      | Keanu Reeves          | Benjamin Völz      |
| Kate Forster    | Sandra Bullock        | Bettina Weiß       |
| Simon Wyler     | Christopher Plummer   | Lothar Blumhagen   |
| Anna Klyczynski | Shohreh Aghdashloo    | Gertie Honeck      |
| Henry Wyler     | Ebon Moss-Bachrach    | Norman Matt        |
| Kates Mutter    | Willeke van Ammelrooy | Regine Albrecht    |
| Morgan          | Dylan Walsh           | Olaf Reichmann     |
| Mona            | Lynn Collins          | Nana Spier         |
| Mulhern         | Mike Bacarella        | Hartmut Neugebauer |

## Kritiken
James Berardinelli verglich das Drehbuch auf ReelViews mit einem Schweizer Käse. Er schrieb, dass das Ende „konventionell“ sei.
Roger Ebert schrieb am 16. Juni 2006 in der Chicago Sun-Times, die Handlung beruhe auf Paradoxien.

„Eine wunderschön melancholische Geschichte über die Liebe und ihre seltsamen Wege, die sie manchmal geht. Der perfekte Film für Sehnsüchtige oder Verliebte.“

„Remake eines koreanischen Mystery-Films, dessen rätselhaftes Potenzial zugunsten gängiger psychologischer Muster vernachlässigt wird. Die melancholische Romanze weiß in ihrer zurückgenommenen Inszenierung durchaus um den Projektionscharakter der fiktiven Beziehung, kommt aber gegen die sentimentale Konstruktion der Geschichte nicht an.“